# چورد ملودیک (بازیکن فوتبال)
چورد ملودیک (انگلیسی: Chord Melodic؛ زادهٔ ۲۷ نوامبر ۱۹۸۶) بازیگر، بازیگر تلویزیون، و بازیکن فوتبال اهل بریتانیا است. وی از سال ۲۰۰۸ میلادی تاکنون مشغول فعالیت بوده‌است.